# Apatania tcharvakensis
Apatania tcharvakensis là một loài Trichoptera trong họ Apataniidae. Chúng phân bố ở miền Cổ bắc.